# Ultra posse nemo obligatur
Ultra posse nemo obligatur è una locuzione latina che significa oltre le proprie possibilità nessuno è obbligato ovvero nessuno è obbligato a fare ciò che la propria forza non consente.